# Toshio Shimakawa
Toshio Shimakawa (島川 俊郎 Shimakawa Toshio?, Chiba, 28 de mayo de 1990) es un exfutbolista japonés que jugaba como defensa.

## Trayectoria

### Clubes
| Club                     | País  | Año       |
| ------------------------ | ----- | --------- |
| Vegalta Sendai           | Japón | 2009-2013 |
| Tokyo Verdy (cedido)     | Japón | 2012      |
| Blaublitz Akita (cedido) | Japón | 2012      |
| Blaublitz Akita          | Japón | 2013-2015 |
| Renofa Yamaguchi F. C.   | Japón | 2016-2017 |
| Tochigi S. C. (cedido)   | Japón | 2016      |
| Ventforet Kofu           | Japón | 2017-2018 |
| Oita Trinita             | Japón | 2019-2020 |
| Sagan Tosu               | Japón | 2021-2023 |
| Tokushima Vortis         | Japón | 2024      |